# Die Freien auf Leutkircher Heide
Die Freien auf Leutkircher Heide waren ein reichsunmittelbares Territorium im Heiligen Römischen Reich im Gebiet der heutigen Ortsteile Reichenhofen, Herlazhofen und Wuchzenhofen der Stadt Leutkirch im Allgäu.

## Geschichte
Bereits seit fränkischer Zeit gab es um die Stadt Leutkirch eine erhebliche Zahl freier, bäuerlicher Grundbesitzer, die nicht einem lokalen Herrn, sondern direkt dem König verpflichtet waren. Vermutlich im 13. Jahrhundert kam es zum genossenschaftlichen Zusammenschluss der freien Bauern des Gebiets zu den „Freien auf Leutkircher Heide“. 1348 ist ein Landgericht für die Freien bezeugt, das seit spätestens 1421 mit dem Pirschgericht der Oberschwäbischen Reichslandvogtei verschmolzen war. Die Verpfändung an die Grafen von Bregenz führte zu jahrhundertelangen Auseinandersetzungen um die Rechte des Gebiets bis 1780 das Geschlecht der Grafen von Montfort, als deren Rechtsnachfolger, erlosch. Zum Ende des Heiligen Römischen Reiches (Reichsdeputationshauptschluss 1803) wurden die Freien auf Leutkircher Heide wie alle verbliebenen Reichsdörfer mediatisiert.

## Gedenkstätte
An die Institution erinnert seit 2007 eine kleine Gedenkstätte an der Wurzacher Straße (B 465), am Radweg von Leutkirch nach Reichenhofen.